# Osadnicy z Catanu

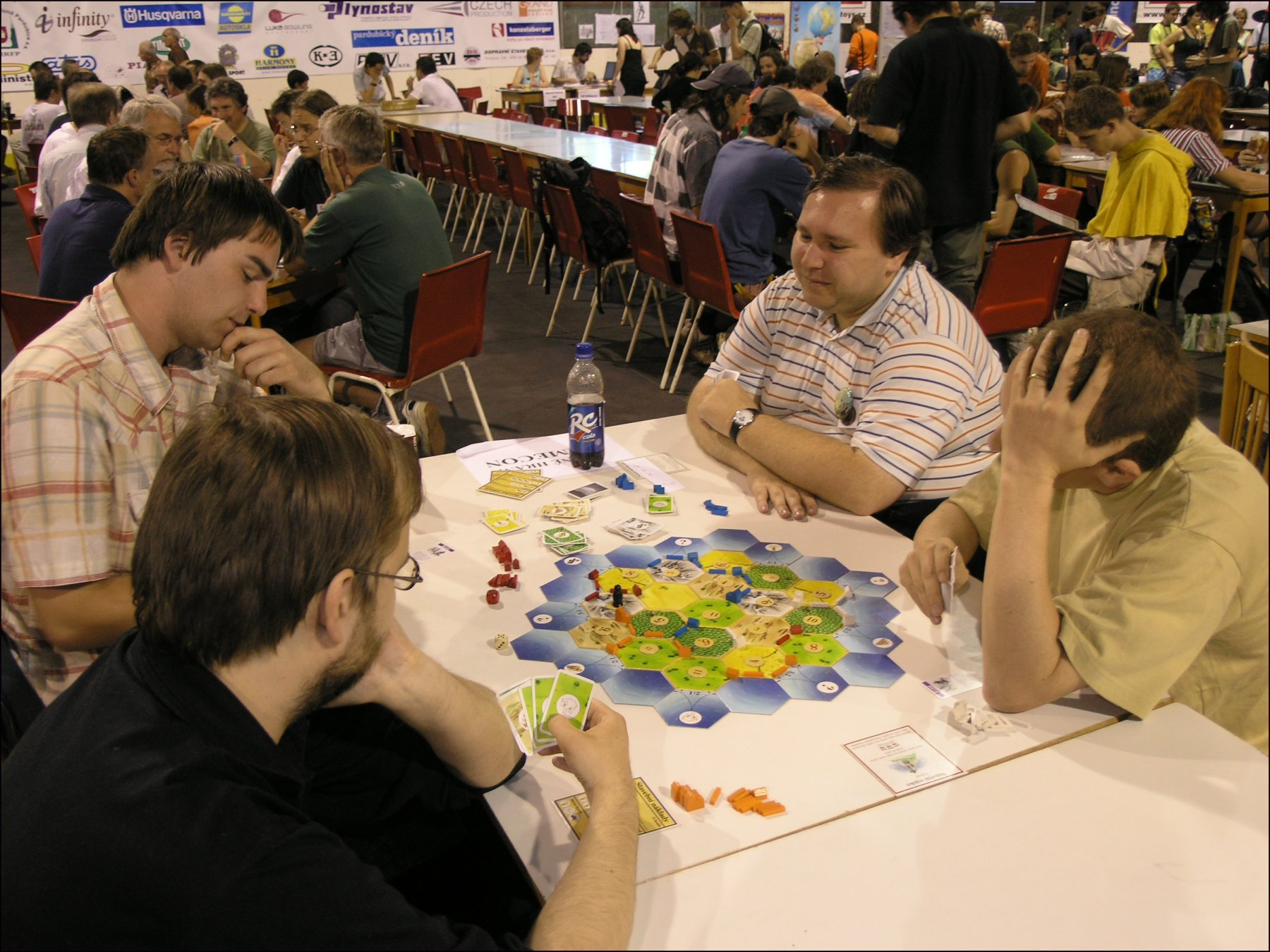
Osadnicy z Catanu

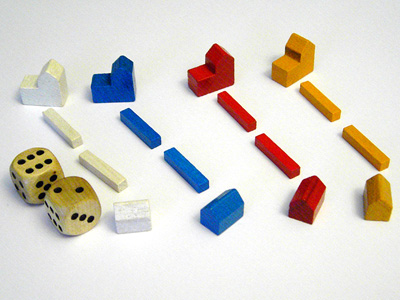
Pionki używane w grze (wersja drewniana

Osadnicy z Catanu – wieloosobowa gra planszowa wymyślona przez Klausa Teubera, wydana po raz pierwszy w 1995 przez niemieckie wydawnictwo Franckh-Kosmos-Verlag pod nazwą Die Siedler von Catan.
Podstawowa wersja gry jest przeznaczona dla 3-4 graczy, ale istnieją rozszerzenia pozwalające zagrać w 5 lub 6 osób, a gracze opracowali własne zasady dla gry dwuosobowej.

## Historia gry

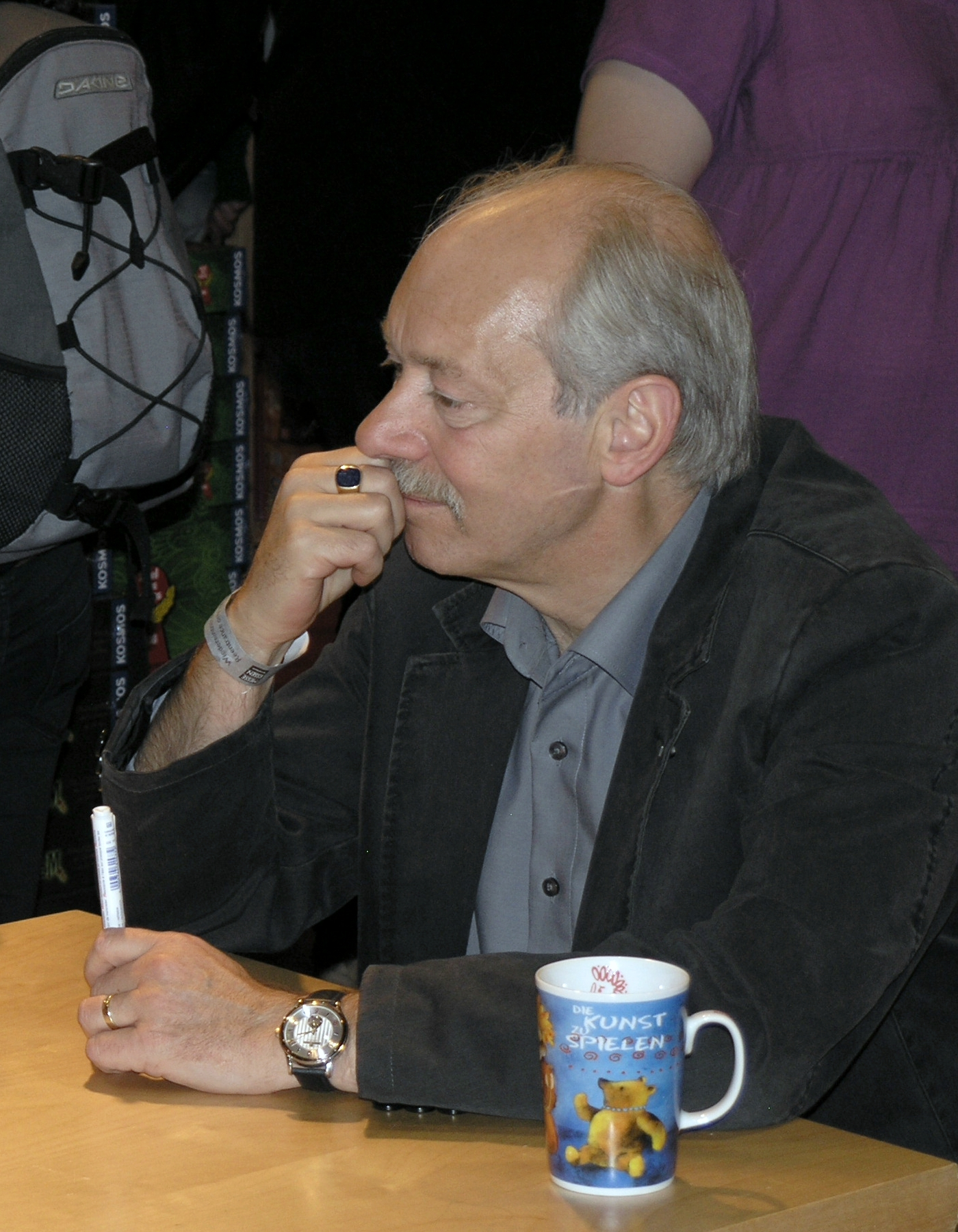
Klaus Teuber (2006)

Pierwotny projekt Klausa Teubera był rozbudowaną grą o odkrywaniu i rozwoju nowego świata. Pomiędzy 1993 a 1995 autor oraz firma Kosmos dopracowali i uprościli grę, która przybrała aktualną formę. Niewykorzystana mechanika z tego projektu została wykorzystana w kolejnych grach Klausa Teubera: Entdecker oraz Löwenherz.
Prawdopodobnie najbliższą pierwotnej koncepcji autora jest gra utworzona z podstawowej wersji gry i pierwszego rozszerzenia – Żeglarze z Catanu, którego mechanika opiera się na pomyśle eksploracji nowych lądów.
Gra zdobyła ogromną popularność na całym świecie. Została przetłumaczona na: angielski, czeski, duński, niderlandzki, fiński, francuski, grecki, węgierski, włoski, islandzki, japoński, koreański, łotewski, litewski, norweski, portugalski, rosyjski, słoweński, hiszpański, szwedzki, polski oraz hebrajski. W ciągu 15 lat od ukazania się wersji podstawowej, w Niemczech sprzedano ponad 10 mln egzemplarzy wersji podstawowej i dodatków.
W Polsce podstawowa wersja gry została wydana w 2005 przez wydawnictwo Galakta z Krakowa.
W polskiej wersji pojawiły się podstawowe wersje gry: „Osadnicy z Catanu“ (w wersji z plastikowymi elementami oraz w wersji z drewnianymi elementami), „CATAN. Gra Planszowa”.

## Nagrody i wyróżnienia
W 1995 zdobyła prestiżową niemiecką nagrodę Spiel des Jahres oraz Deutscher Spiele Preis i Essener Feder, a w 1996 – Origins Award. Po wydaniu w Polsce zdobyła tytuł Gra Roku 2005.

## Rozgrywka
Każdy z graczy reprezentuje tytułowych osadników zakładających kolonie na wcześniej niezamieszkanej wyspie Catan. Wyspa składa się z wyłożonych losowo na początku każdej gry heksagonalnych żetonów wyobrażających różne rodzaje terenu: las, pola uprawne, łąki, góry, wzgórza i pustynię. Na każdym polu umieszczony jest żeton z liczbą. Wyspę otacza morze, a na wybrzeżu znajdują się porty. Osady zakładane przez graczy dostarczają ich właścicielom surowców naturalnych, zależnie od przylegającego do nich terenu oraz od rzutu kośćmi w każdej turze. Surowce naturalne są używane do budowania dróg, rozbudowywania osad w miasta oraz nabywania kart rozwoju.
Gracze mogą handlować surowcami, które wyprodukują zarówno pomiędzy sobą jak i przy pomocy portów. Ten ostatni sposób jest jednak bardzo kosztowny lub ograniczony do jednego rodzaju surowców. Ponieważ bardzo trudno jednemu graczowi wyprodukować wszystkie surowce potrzebne do rozwoju, odpowiednio podejmowane decyzje handlowe są istotnym elementem strategii prowadzącej do sukcesu. Interakcję pomiędzy graczami komplikuje również istnienie złodzieja, który kradnie graczom surowce i utrudnia ich produkcję. W grze nie występują elementy walki. Oprócz używania złodzieja, niepodejmowania handlu z innymi graczami oraz blokowania rozwoju ich dróg i osad, nie ma możliwości wyrządzenia szkody przeciwnikom.
Zwycięzcą zostaje gracz, który zgromadzi dziesięć punktów zwycięstwa. Punkty zwycięstwa uzyskuje się za wybudowanie osady lub miasta, najdłuższej drogi, stworzenie największej armii złożonej z rycerzy lub karty rozwoju reprezentującej specjalne budowle.

## Strategie gry
Generalną zasadą zwycięskiej strategii jest jak najwcześniejsze rozpoczęcie produkcji. Rozwój produkcji we wczesnej fazie gry pozwala na szybszy rozwój dróg i osad już na początku rozgrywki. Gdy tylko zapewnimy produkcję podstawowego surowca, gracz może poświęcić uwagę pozostałym aspektom gry: czy to budowaniu najdłuższej drogi, czy kontrolowaniu portów. Nieprawidłowy rozwój na początku gry skutkuje coraz większymi trudnościami w dalszej części rozgrywki.
Poniżej zestawiono podstawowe strategie stosowane w Osadnikach z Catanu:
- drewno-glina – zdobycie kontroli nad tymi surowcami pozwala na szybką ekspansję i blokuje innym możliwości rozwoju. Podstawową wadą tej strategii są trudności ze zdobyciem kolejnych punktów po stworzeniu wszystkich osad.
- zboże-kamień – strategia wolniejsza od poprzedniej, niemniej może przynieść korzyści w dalszej części rozgrywki.
- po trochę z każdego zasobu – gdy plansza nie pozwala uzyskać kontroli nad najważniejszymi surowcami warto spróbować. Strategia taka z pozoru bardziej zachowawcza, zapewnia również bardziej elastyczne podejście do ciągle zmieniających się warunków gry.
- handlowa – kontrola jednego zasobu, próba niedopuszczenia do niego innych graczy, handel tym zasobem.
- unikanie złodzieja – złodziej jest najczęściej stawiany na najbardziej atrakcyjnych polach – tam gdzie spowoduje największe straty u przeciwników. Stąd częste przestoje na polach z szóstkami i ósemkami. Warto zastanowić się czy nie wybudować osad wokół piątek i dziewiątek, aby nie stać się łatwym celem dla złodzieja.

## Rozszerzenia i dodatki
Popularność Osadników z Catanu spowodowała wydanie przez producenta dodatków do gry oraz całkowicie nowych gier opartych na treści fabularnej gry lub jej mechanice. Wybierając dodatki do podstawowej wersji gry, należy zwrócić uwagę na:
- kompatybilność – pierwotna wersja gry była dostępna w dwóch wariantach (z drewnianymi oraz z plastikowymi elementami). Dodatki pasują do wersji z plastikowymi elementami. Informację na temat kompatybilności z grą podstawową można znaleźć na opakowaniach oraz w opisie produktu.
- tematyka – każdy dodatek wprowadza nową tematykę i nowe scenariusze. Na początek dobrym wyborem są dodatki związane z żeglowaniem i powiększaniem granic, a z czasem można sięgnąć także po dodatki rozwijające miasta, kupiectwo i tym podobne aspekty.

### Rozszerzenia do podstawowej wersji gry
Rozszerzenia (wydane w Polsce):
- Żeglarze (Die Seefahrer Erweiterung)[3] – rozszerzenie uzupełniające rozgrywkę o nowe możliwości: żeglowanie, planowanie wypraw w morze i badanie okolicznych wysp. Wprowadza wiele dodatkowych pól, żetonów i dodatkowe misje. Zamienia jedną wielką wyspę w kilka innych, pojawia się nowy rodzaj terenu – pola złotonośne, wprowadzony zostaje pirat oraz możliwość budowy szlaków morskich, a handel odbywa się pomiędzy wyspami.
- Miasta i Rycerze (Städte & Ritter) – rozszerzenie umożliwiające rozbudowę miast z użyciem nowych surowców, rekrutację rycerzy i walkę z barbarzyńcami. Handel nowymi towarami pozwala na imponujący rozwój miast, w których zaczynają pojawiać się ratusze, biblioteki oraz twierdze – wszystkie przynosząc rozwój i dobrobyt. Jednak bogactwo przyciąga także hordy barbarzyńców.
- Kupcy i Barbarzyńcy[4] – rozszerzenie umożliwiające odbywanie nowych przygód kupieckich oraz walki z barbarzyńcami. Wprowadza możliwość rozgrywki w 2 osoby.
- Odkrywcy i Piraci[5] – rozszerzenie umożliwiające badanie okolicznych wód i wysp oraz poszukiwania siedziby piratów, by przejąć ich skarby.

Dodatki pozwalające grać w 5 lub 6 osób:
- wymagana podstawowa wersja gry:
  - Dodatek dla 5-6 graczy
- wymagana podstawowa wersja gry, powyżej wskazany dodatek do wersji podstawowej oraz rozszerzenie główne pod tożsamą nazwą
  - Żeglarze. Dodatek dla 5-6 graczy
  - Miasta i Rycerze. Dodatek dla 5-6 graczy
  - Kupcy i Barbarzyńcy. Dodatek dla 5-6 graczy
  - Odkrywcy i Piraci. Dodatek dla 5-6 graczy

Dodatkowe scenariusze do rozszerzeń:
- Najlepsi Przyjaciele – dodatek do podstawowej wersji gry wprowadzający elementy altruizmu.
- Ropa z Catanu – dodatek do podstawowej wersji gry wprowadzający nowy surowiec złoża ropy naftowej.
- Pomocnicy z Catanu – dodatek do podstawowej wersji gry oraz rozszerzenia Żeglarze[6].
- Morskie Legendy – dodatek do rozszerzenia Żeglarze, wprowadzający do gry nowe postacie i możliwości, jak opcja budowy dróg morskich.
- Skarby, Smoki i Odkrywcy – składa się z sześciu różnych scenariuszy. Są one przeznaczone przede wszystkim dla graczy, którzy znają już dobrze rozszerzenia Żeglarze oraz Miasta i Rycerze i chcieliby podnieść poziom trudności gry[7].
- Polska - specjalny scenariusz, który pozwola zastąpić podstawową planszę specjalnie przygotowaną mapą Polski.

Rozszerzenia do podstawowej wersji gry (nie wydane w Polsce):
- Die Siedler von Catan: Historische Szenarien I: Cheops & Alexander der Große (The Settlers of Catan: Historical Scenarios I: Cheops & Alexander the Great) – (tłum. Scenariusze historyczne I: Cheops i Aleksander Wielki) dwa rozszerzenia z użyciem żetonów z podstawowej wersji i niektórymi nowymi zasadami, które pozwalają zagrać w historyczne scenariusze, których akcja rozgrywa się na Bliskim Wschodzie.
- Die Siedler von Catan: Historische Szenarien II: Troja & Die Große Mauer (The Settlers of Catan: Historical Scenarios II: Troy & The Great Wall) – (tłum. Scenariusze historyczne II: Troja i Wielki Mur) historyczne scenariusze w Azji Mniejszej i Chinach.
- Die Siedler von Catan: Der große Fluss – (tłum. Wielka rzeka) minidodatek wprowadzający 3 żetony z rysunkiem rzeki i pozwalający zdobyć dodatkowe punkty zwycięstwa za zebrane złoto;
- Die Siedler von Catan: Das Buch zum Spielen (2000) – (tłum. Książka do zabawy) książka w języku niemieckim zawierająca dodatkowe scenariusze i minirozszerzenia;
- Die Siedler von Catan: Atlantis: Szenarien & Varianten (2005) – (tłum. Atlantyda: Scenariusze i warianty) zestaw zawierający dodatkowe scenariusze i warianty;
- Die Fischer von Catan (2005) – (tłum. Rybacy z Catanu) - dodatek zawierający żetony wybrzeża, które pozwalają wyprodukować graczom dodatkowy surowiec – ryby. Rozgrywka jest oparta na zasadach z podstawowej wersji. Dodatkowe korzyści czerpie się z posiadania osady lub miasta na wybrzeżu z łowiskami, które produkują surowce w postaci żetonów z rybami losowanych ze stosu. Ryby można wykorzystać zamieniając je m.in. na dowolną kartę surowca z banku lub wybudowanie drogi. Wśród żetonów z rybami znajduje się żeton ze starym butem, którego posiadanie powoduje konieczność zgromadzenia 11 punktów zwycięstwa w celu zakończenia gry. Jednak gracz, który wylosował stary but może go przekazać innemu graczowi, który posiada tyle samo lub więcej punktów zwycięstwa (reguły w polskiej wersji zawarte zostały w rozszerzeniu Kupcy i Barbarzyńcy, nie stanowią samodzielnego dodatku dotyczącego rybactwa).
- Die Siedler von Catan: Die große Karawane (2006) – (tłum. Wielka karawana) dodatek zawierający żetony pustyni z oazą oraz karawan pozwalający na handel z nomadami.

### Inne gry na podstawieOsadników
Wydano także samodzielne gry niebędące rozszerzeniami, ani odmianami podstawowej wersji, lecz zostały osadzone w świecie Catanu:
- CATAN. Gra Planszowa. Wersja Podróżna – odświeżona i zminiatyruzowana edycja podstawowej gry w wersji podróżnej. Wydanie zawiera od razu wariant dwuosobowy (w klasycznej wersji dostępny w rozszerzeniu Kupcy i Barbarzyńcy). Jest samodzielnym produktem przeznaczonym dla 2-4 graczy i nie ma możliwości łączenia jej z innymi produktami oraz rozszerzeniami z serii.
- CATAN. Pojedynek (Die Siedler von Catan: Das Kartenspiel) – karciana, uproszczona wersja gry CATAN dla 2 osób, ale tematycznie nie odbiega od wariantu podstawowego.
- GRA O TRON. CATAN. Braterstwo Straży – wariant gry oparty na mechanice gry Catan, ale osadzony w świecie Gry o tron.
- CATAN. Gwiezdni Osadnicy – wariant gry oparty na mechanice gry Catan, ale osadzony w świecie kosmosie.
- CATAN. Junior – uproszczony wariant gry dla dzieci od 6 lat.
- CATAN. Narodziny Państwa Inków - oparta na mechanice znanej ze „zwykłego” Catanu i wzbogaconej o nowe elementy, tematycznie związane z kulturą i rozwojem cywilizacji Inków[8].
- CATAN. Szybka gra karciana – gra karciana.
- CATAN. Gra kościana – gra w kości.
- Osadnicy z Catanu: Na Podbój Europy (Die Siedler von Catan: Kampf um Rom) (2006) – rozgrywka toczy się na mapie Europy.

Ponadto wydane gry niedostępne w polskiej wersji:
- Elasund: Die erste Stadt (Elasund: The First City) – budowanie miasta.
- Candamir: Die ersten Siedler (Candamir: The First Settler) – gra przygodowa o pierwszych osadnikach.
- Simply Catan (2006) – uproszczona wersja Osadników przeznaczona dla początkujących graczy (rozgrywka do 30 min.), pozwalająca również prowadzić normalne rozgrywki.

Inne wersje:
- Pioneers – elektroniczna wersja gry dla środowiska GNOME[9]